# Bradikinin
Bradikinin je peptid koji uzrokuje proširivanje (dilataciju) krvnih sudova, i time snižava krvni pritisak. Klasa lekova zvanih ACE inhibitori, koja se koriste za snižavanje krvnog pritiska, povišava koncentraciju bradikinina (inhibiranjem njegove degradacije) čime se dodatno snižava krvni pritisak. Bradikinin dejstvuje na krvne sudove putem oslobađanja prostaciklina, azot oksida, i endotel-izvedenog hiperpolarišućeg faktora.

## Struktura
Bradikinin je fiziološki i farmakološki aktivan peptid kininske grupe proteina. On se sastoji od devet aminokiselina. Strukturna sekvenca bradikinina je:  -  -  -  -  -  -  -  - . Njegova empirijska formula je: .

## Sinteza
Bradikinin proizvodi kinin-kalikreinski sistem proteolitičkim razdvajanjem njegovog kininogenog prekurzora, kininogen visoke-molekulske-težine (HMWK ili HK), enzimom kalikrein.

## Metabolizam
Kod ljudi, bradikinin razlažu tri kininaze: angiotenzin-konvertujući enzim (ACE), aminopeptidaza P (APP), i karboksipeptidaza N (CPN), koje razdvajaju peptid na pozicijama 7-8, 1-2, i 8-9, respektivno

## Fiziološka uloga (Funkcija)

### Efekti
Bradikinin je potentan endotel-zavisni vazodilatator, koji uzrokuje kontrakciju ne-vaskularnih glatkih mišića, povećava vaskularnu permeabilnost i učestvuje u mehanizmu bola. Bradikinin takođe izaziva izlučivanje natrijuma u urinom delovanjem bubrega, čime se umanjuje krvni pritisak.
Bradikinin povišava unutrašnje nivoe kalcijuma u neokortikalnim astrocitima stimulišući ih da otpuste glutamat.
Postoje trvrdnje da je bradikinin uzrok suvog kašlja kod nekih pacijenata koji koriste inhibitore angiotenzin konvertujućeg enzima (AKE). Ovo otporni kašalj je najčešći uzrok za zaustavljanje terapije ACE inhibitorima. U tom slučaju angiotenzin II antagonisti su sledeća linija lečenja.
Prekomerna aktivacija bradikinina se smatra da ima ulogu u retkoj bolesti zvanoj nasledni Angioedem.

### Receptori
- B1 receptor (ili bradikininski receptor B1) je izražen samo kao posledica povrede tkiva, i smatra se da ima ulogu u hroničnom bolu. Uloga ovog receptora u inflamaciji je bila studirana.[7]. Nedavno je bilo pokazano da kinin B1 receptor regrutuje neutrofile putem produkcije hemokina CXCL5. Endotelne ćelije su bile opisane kao potentni izvori tog B1 receptor-CXCL5 puta.[8]
- 2 receptor je konstitutivno izražen i učestvuje u bradikininovoj vazodilatornoj ulozi.

Kinin B1 i 2 receptori pripadaju familiji (G protein spregnutih receptor).

## Literatura
1. ↑   уреди
2. ↑  Evan E. Bolton; Yanli Wang; Paul A. Thiessen; Stephen H. Bryant (2008). „Chapter 12 PubChem: Integrated Platform of Small Molecules and Biological Activities”. Annual Reports in Computational Chemistry. 4: 217—241. doi:10.1016/S1574-1400(08)00012-1.
3. ↑  Dendorfer A, Wolfrum S, Wagemann M, Qadri F, Dominiak P (2001). „Pathways of bradykinin degradation in blood and plasma of normotensive and hypertensive rats”. American Journal of Physiology. Heart and Circulatory Physiology. 280 (5): H2182—8. PMID 11299220.[мртва веза]
4. ↑  Kuoppala A, Lindstedt KA, Saarinen J, Kovanen PT, Kokkonen JO (2000). „Inactivation of bradykinin by angiotensin-converting enzyme and by carboxypeptidase N in human plasma”. American Journal of Physiology. Heart and Circulatory Physiology. 278 (4): H1069—74. PMID 10749699.[мртва веза]
5. ↑  Parpura. „Glutamate-mediated astrocyte−neuron signalling”. Nature. 1994.
6. ↑  Bas M, Adams V, Suvorava T, Niehues T, Hoffmann TK, Kojda G (2007). „Nonallergic angioedema: role of bradykinin”. Allergy. 62 (8): 842—56.
7. ↑  Peter G. McLean (2000). „Association between Kinin B1 Receptor Expression and Leukocyte Trafficking across Mouse Mesenteric Postcapillary Venules”. The Journal of Experimental Medicine.
8. ↑  J Duchene (2007). „A Novel Inflammatory Pathway Involved in Leukocyte Recruitment: Role for the Kinin B1 Receptor and the Chemokine CXCL5”. The Journal of Immunology.

## Spoljašnje veze
|  | Molimo Vas, obratite pažnju na važno upozorenje u vezi sa temama iz oblasti medicine (zdravlja). |